# Formosa (São Tomé)
Formosa é uma aldeia de São Tomé e Príncipe, localiza-se no distrito de Mé-Zóchi, ilha de São Tomé, próxima às localidades de Novo Destino e Bemposta.